# Алфавіт сілезької мови Фелікса Штоєра

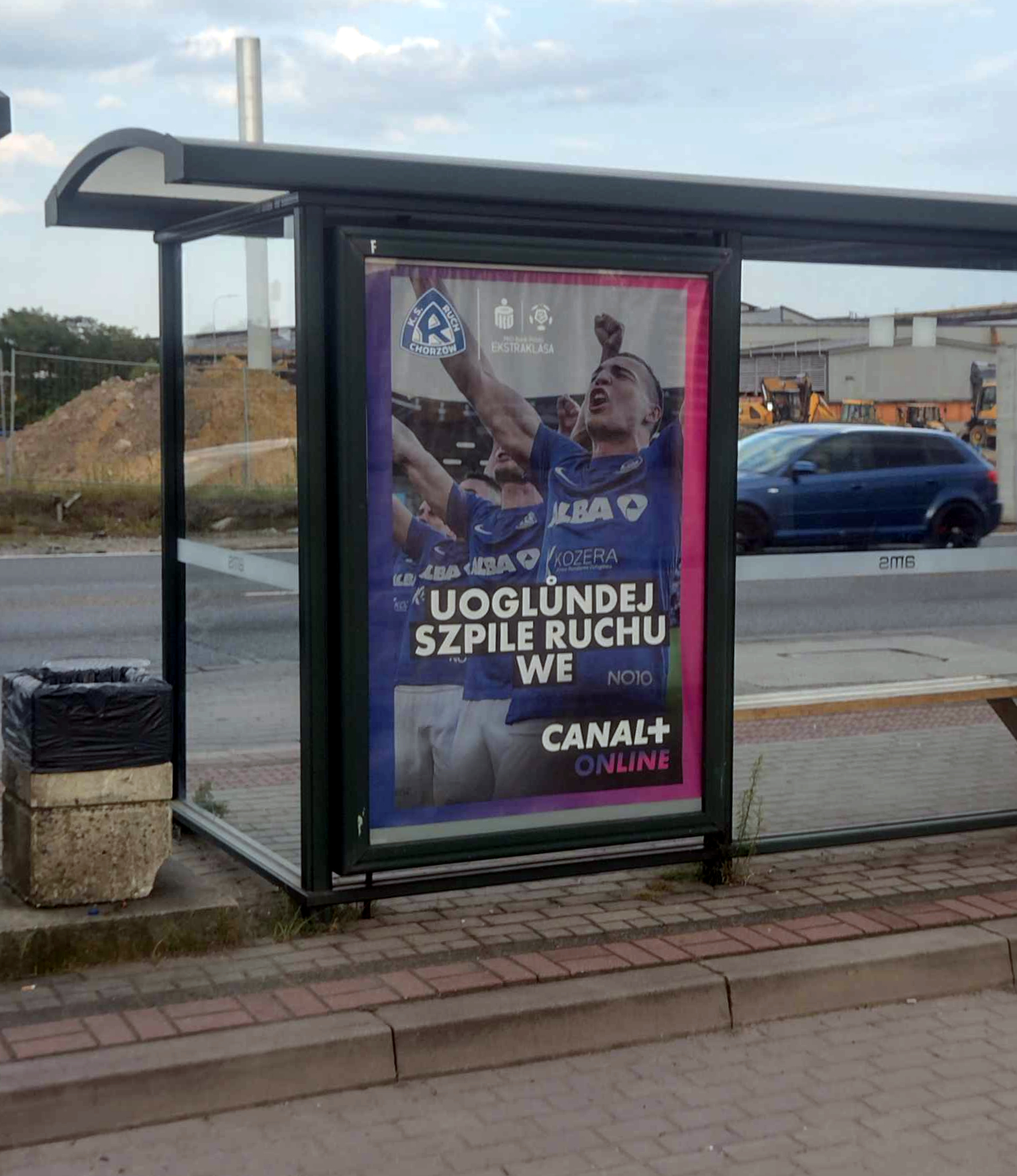
Реклама сілезькою мовою написана орфографією Фелікса Штоєра

Алфавіт сілезької мови Фелікса Штоєра (сіл. steuerowy szrajbůnek, steuerowa uortografijo; пол. ortografia śląska Feliksa Steuera) — один з варіантів орфографії сілезької мови, розроблений у міжвоєнний період вченим і дослідником Феліксом Штоєром. Спочатку призначався для запису текстів на сулковських говірках у дослідженні sulkowski (1934), у підготовці якого Штоєру допомагав польський діалектолог Казімеж Ніч (Kazimierz Ignacy Nitsch). Ця система письма в модифікованому вигляді набула широкого поширення серед носіїв силезських говірок у сучасній Верхній Сілезії . Вона застосовується в неофіційному листуванні, в періодичній пресі, у ряді інтернет-видань, а також у Сілезькій Вікіпедії, як одна з конкуруючих форм писемності. Ф. Штоєр використав свою систему правопису у виданих у 1935 році збірниках прози та поезії Ostatńi gwojźdźaurz та Z naszej źymjy ślůnskej. У наші дні орфографією Ф. Штоєра видано збірку поезії Кароля Ґвуздзя Myśli ukryte (2010).

## Алфавіт
В основі силезського алфавіту у версії Ф. Штоєра лежить латинська графіка. Алфавіт складається з 30 букв.
| A a | B b | C c | Ć ć | D d | E e |
| F f | G g | H h | I i | J j | K k |
| L l | Ł ł | M m | N n | Ń ń | O o |
| P p | R r | S s | Ś ś | T t | U u |
| Ů ů | W w | Y y | Z z | Ź ź | Ż ż |